# Venezuela aux Jeux olympiques d'été de 2016
Le Venezuela participe aux Jeux olympiques d'été de 2016 à Rio de Janeiro au Brésil du 5 août au 21 août. Il s'agit de sa 18e participation à des Jeux d'été.

## Athlétisme

### Homme

#### Course
| Athlètes                                                 | Compétitions          | Série         | Série | Demi-Finales | Demi-Finales | Finale          | Finale  |
| -------------------------------------------------------- | --------------------- | ------------- | ----- | ------------ | ------------ | --------------- | ------- |
| Athlètes                                                 | Compétitions          | Temps         | Rang  | Temps        | Rang         | Temps           | Rang    |
| Alberth Bravo                                            | 400 mètres            | 46 s 15       | 6e    | Eliminé      | Eliminé      | Eliminé         | Eliminé |
| Luis Alberto Orta                                        | Marathon              | NC            | NC    | NC           | NC           | 2 h 27 min 05 s | 106e    |
| José Peña                                                | 3 000 mètres steeple  | 8 min 32 s 38 | 9e    | NC           | NC           | Eliminé         | Eliminé |
| Arturo Ramírez Omar Longart Alberth Bravo Freddy Mezones | Relais 4 × 400 mètres | 3 min 02 s 69 | 6e    | NC           | NC           | Eliminé         | Eliminé |
| Richard Vargas                                           | 20 km marche          | NC            | NC    | NC           | NC           | 1 h 22 min 23 s | 24e     |
| Yerenman Salazar                                         | 50 km marche          | NC            | NC    | NC           | NC           | DNF             | /       |

### Femme

#### Course
| Athlètes       | Compétitions | Série   | Série | Demi-Finales | Demi-Finales | Finale          | Finale  |
| -------------- | ------------ | ------- | ----- | ------------ | ------------ | --------------- | ------- |
| Athlètes       | Compétitions | Temps   | Rang  | Temps        | Rang         | Temps           | Rang    |
| Nercely Soto   | 200 mètres   | 22 s 89 | 2e    | 22 s 88      | 7e           | Eliminé         | Eliminé |
| Yolimar Pineda | Marathon     | NC      | NC    | NC           | NC           | 2 h 47 min 34 s | 93e     |

## Aviron
Légende: FA = finale A (médaille) ; FB = finale B (pas de médaille) ; FC = finale C (pas de médaille) ; FD = finale D (pas de médaille) ; FE = finale E (pas de médaille) ; FF = finale F (pas de médaille) ; SA/B = demi-finales A/B ; SC/D = demi-finales C/D ; SE/F = demi-finales E/F ; QF = quarts de finale; R= repêchage
| Athlète        | Compétition  | Séries        | Séries | Repêchage     | Repêchage | Quarts de finale | Quarts de finale | Demi-finales  | Demi-finales | Finale        | Finale |
| Athlète        | Compétition  | Temps         | Rang   | Temps         | Rang      | Temps            | Rang             | Temps         | Rang         | Temps         | Rang   |
| -------------- | ------------ | ------------- | ------ | ------------- | --------- | ---------------- | ---------------- | ------------- | ------------ | ------------- | ------ |
| Vicent Jackson | Skiff hommes | 7 min 28 s 36 | 6 R    | 7 min 28 s 67 | 5 SE/F    | exempt           | exempt           | 7 min 50 s 56 | 2 FE         | 7 min 57 s 83 | 29     |

## Basket-ball

### Tournoi masculin
L'équipe du Venezuela de basket-ball gagne sa place pour les Jeux en remportant le Championnat des Amériques de basket-ball 2015.

## Cyclisme

### Cyclisme sur route
| Athlète           | Compétition             | Temps                  | Rang |
| ----------------- | ----------------------- | ---------------------- | ---- |
| Jonathan Monsalve | Course en ligne hommes  | non terminé            | NC   |
| Jonathan Monsalve | Contre-la-montre hommes | n'a pas pris le départ | NC   |
| Miguel Ubeto      | Course en ligne hommes  | non terminé            | NC   |
| Jennifer Cesar    | Course en ligne femmes  | 4 h 03 min 18 s        | 50e  |

### Cyclisme sur piste
Vitesse
| Athlète                                    | Compétition                 | Qualification | Qualification | 1er tour                 | Repêchages 1             | 2e tour                  | Repêchages 2             | Quarts de finale         | Demi-finales             | Finale                   | Finale |
| Athlète                                    | Compétition                 | Temps Vitesse | Rang          | Adversaire Temps Vitesse | Adversaire Temps Vitesse | Adversaire Temps Vitesse | Adversaire Temps Vitesse | Adversaire Temps Vitesse | Adversaire Temps Vitesse | Adversaire Temps Vitesse | Rang   |
| ------------------------------------------ | --------------------------- | ------------- | ------------- | ------------------------ | ------------------------ | ------------------------ | ------------------------ | ------------------------ | ------------------------ | ------------------------ | ------ |
|                                            | Vitesse individuelle hommes |               |               |                          |                          |                          |                          |                          |                          |                          |        |
| Hersony Canelón César Marcano Ángel Pulgar | Vitesse par équipes hommes  |               |               | NC                       | NC                       | NC                       | NC                       | NC                       | NC                       |                          |        |

Keirin
| Athlète | Compétition   | 1er tour | Repêchage | 2e tour | Finale |
| Athlète | Compétition   | Rang     | Rang      | Rang    | Rang   |
| ------- | ------------- | -------- | --------- | ------- | ------ |
|         | Keirin hommes |          |           |         |        |

Omnium
| Athlète        | Compétition   | Scratch | Poursuite | Poursuite | Élimination | Contre-la-montre | Contre-la-montre | Tour lancé | Tour lancé | Course aux points | Course aux points | Total | Rang |
| Athlète        | Compétition   | Rang    | Temps     | Rang      | Rang        | Temps            | Rang             | Temps      | Rang       | Points            | Rang              | Total | Rang |
| -------------- | ------------- | ------- | --------- | --------- | ----------- | ---------------- | ---------------- | ---------- | ---------- | ----------------- | ----------------- | ----- | ---- |
| Angie González | Omnium femmes |         |           |           |             |                  |                  |            |            |                   |                   |       |      |

### BMX
| Athlète           | Compétition | Qualifications | Qualifications | Quarts de finale | Quarts de finale | Demi-finales | Demi-finales | Finale   | Finale |
| Athlète           | Compétition | Résultat       | Rang           | Résultat         | Rang             | Résultat     | Rang         | Résultat | Rang   |
| ----------------- | ----------- | -------------- | -------------- | ---------------- | ---------------- | ------------ | ------------ | -------- | ------ |
| Jefferson Milano  | BMX hommes  |                |                |                  |                  |              |              |          |        |
| Stefany Hernández | BMX femmes  |                |                | NC               | NC               |              |              |          |        |

## Natation
| Athlète            | Épreuve      | Séries        | Séries | Demi-finales | Demi-finales | Finale   | Finale   |
| Athlète            | Épreuve      | Temps         | Rang   | Temps        | Rang         | Temps    | Rang     |
| ------------------ | ------------ | ------------- | ------ | ------------ | ------------ | -------- | -------- |
| Christian Quintero | 400 m libre  | 3 min 50 s 84 | 33e    | NC           | NC           | Éliminée | Éliminée |
| Carlos Claverie    | 100 m brasse | 1 min 01 s 66 | 30e    | Éliminée     | Éliminée     | Éliminée | Éliminée |

## Tir à l'arc
| Athlète      | Compétition | Tour préliminaire | Tour préliminaire | 1er tour              | 2e tour                      | 3e tour          | Quarts de finale | Demi-finales     | Match pour la médaille de bronze | Match pour la médaille de bronze | Finale           | Finale |
| Athlète      | Compétition | Score             | Rang              | Adversaire Score      | Adversaire Score             | Adversaire Score | Adversaire Score | Adversaire Score | Adversaire Score                 | Rang                             | Adversaire Score | Rang   |
| ------------ | ----------- | ----------------- | ----------------- | --------------------- | ---------------------------- | ---------------- | ---------------- | ---------------- | -------------------------------- | -------------------------------- | ---------------- | ------ |
| Elías Malavé | Individuel  | 651               | 46e               | Bat Wang Dapeng 6 - 2 | Battu par Taylor Worth 4 - 6 | non qualifié     | non qualifié     | non qualifié     | non qualifié                     | non qualifié                     | non qualifié     | 24e    |